# ۹۹۷۴ برودی
سیارک ۹۹۷۴ (به انگلیسی: 9974 Brody، نامگذاری:1993OG13) نه هزار و نهصد و هفتاد و چهارمین سیارک کشف شده‌است که در ۱۹ ژوئیه ۱۹۹۳ کشف شد.
قدر مطلق سیارک برابر ۲۰.۴ است.